# Église Saint-André de Cologne
Pour les articles homonymes, voir Église Saint-André.
L’église Saint-André de Cologne (Sankt Andreas en allemand), située dans le centre-ville à proximité de la cathédrale de Cologne (Kölner Dom), est une église romane dont la construction remonte au premier âge roman. Elle est l'une des douze grandes basiliques romanes placées sous la protection du Förderverein Romanische Kirchen Köln (Association d'aide aux églises romanes de Cologne).

## Le site de la basilique romane
Sankt Andreas est située à l'extérieur de l'enceinte romaine, à proximité de l'importante porte Nord (Nordtor). L'enceinte romaine, construite de 50 à 70, était longue d'environ 4,5 km et comportait 21 tours et 9 portes.
À la porte nord, le cardo (Hohestrasse) se transformait en voie romaine : cette route militaire longeait la rive gauche du Rhin en direction du camp romain de Neuss (Allemagne) (Novaesium) et de la colonie militaire de Xanten (Vetera).
Le deuxième agrandissement de l'enceinte de la ville, réalisé en 1106 par l'archevêque de Cologne, engloba Sankt Andreas.
Le site semble avoir été occupé par une chapelle primitive dédiée à saint Mathieu des Fossés.

## Histoire de la construction de la basilique romane
La date de la construction de la basilique romane n'est pas connue avec précision. Une église y est attestée en 817 puis en 875. Brunon de Cologne, archevêque de Cologne de 953 à 965, aurait transféré à Sankt Andreas une communauté hébergée à St. Maria im Kapitol, pour y créer une collégiale.
Cette église de style premier âge roman ottonien est consacrée à l'apôtre saint André par l'archevêque Gero en 974 : c'est une basilique à trois nefs, avec transept ouest et chœur allongé ; une haute tour-lanterne est placée à la croisée du transept, dont les branches sont de forme absidiale.
L'église romane est agrandie au XIVe siècle par un chœur gothique et par une chapelle gothique. Le chœur roman et la crypte ont été modifiés au XVe siècle pour laisser la place au chœur gothique surélevé.
La crypte renferme le sarcophage du dominicain saint Albert le Grand, mort à Cologne en 1280.

## Les dominicains àSankt Andreas

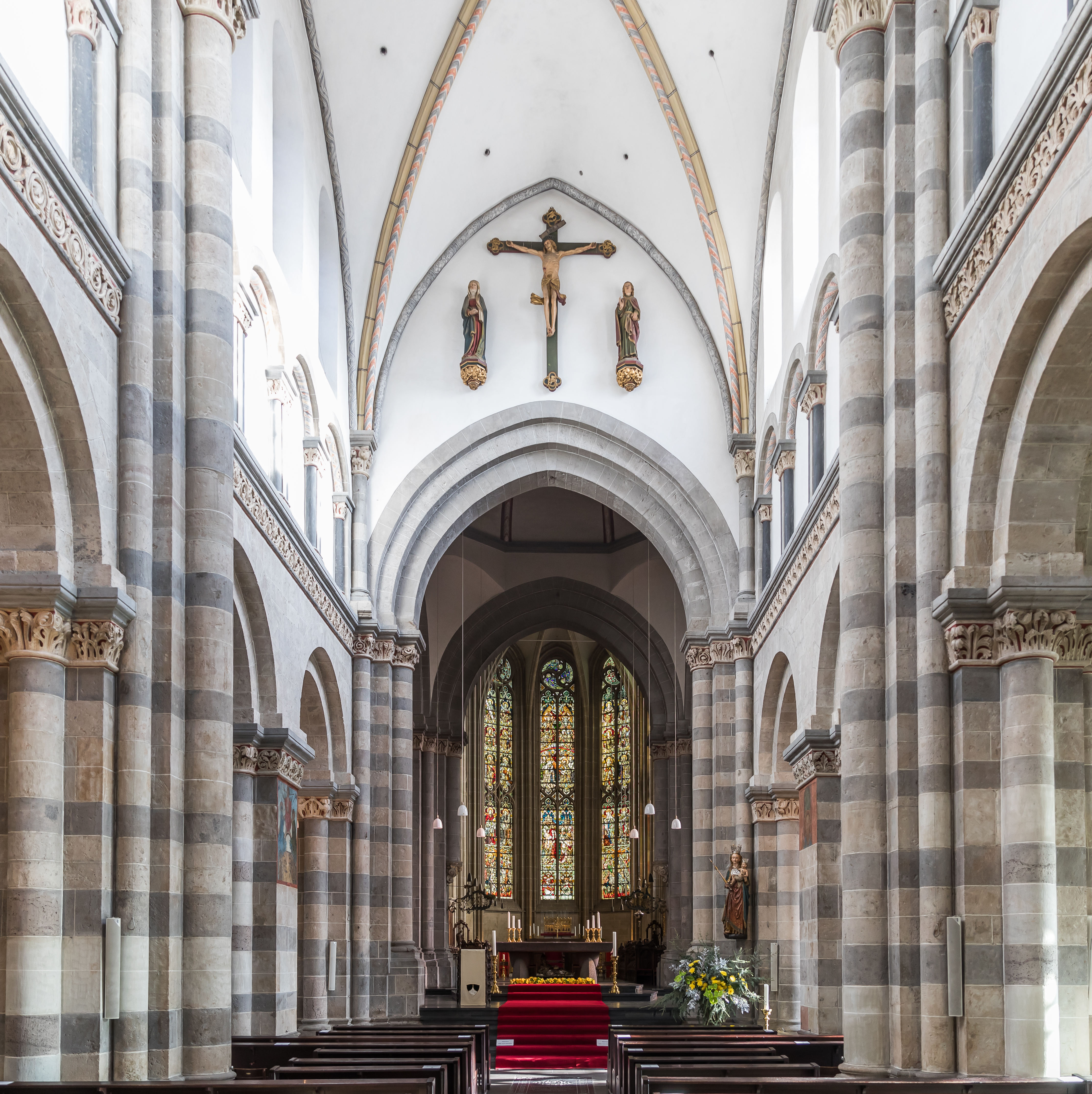
La nef

En 1221, quelques années après la fondation de l'Ordre, les premiers dominicains arrivent à Cologne. Ils fondent leur couvent sur le territoire de la collégiale Sankt Andreas. Grâce à saint Albert le Grand le couvent se développe en un centre d'études important. Saint Thomas d'Aquin et maître Eckhart y font des études.
Le couvent est détruit en 1799 sous l'occupation française et les reliques de saint Albert le Grand sont transférées à Sankt Andreas. En 1947, le cardinal Frings, archevêque de Cologne, confie l'église et la paroisse Sankt Andreas aux dominicains.

## Contexte historique de l'architecture ottonienne

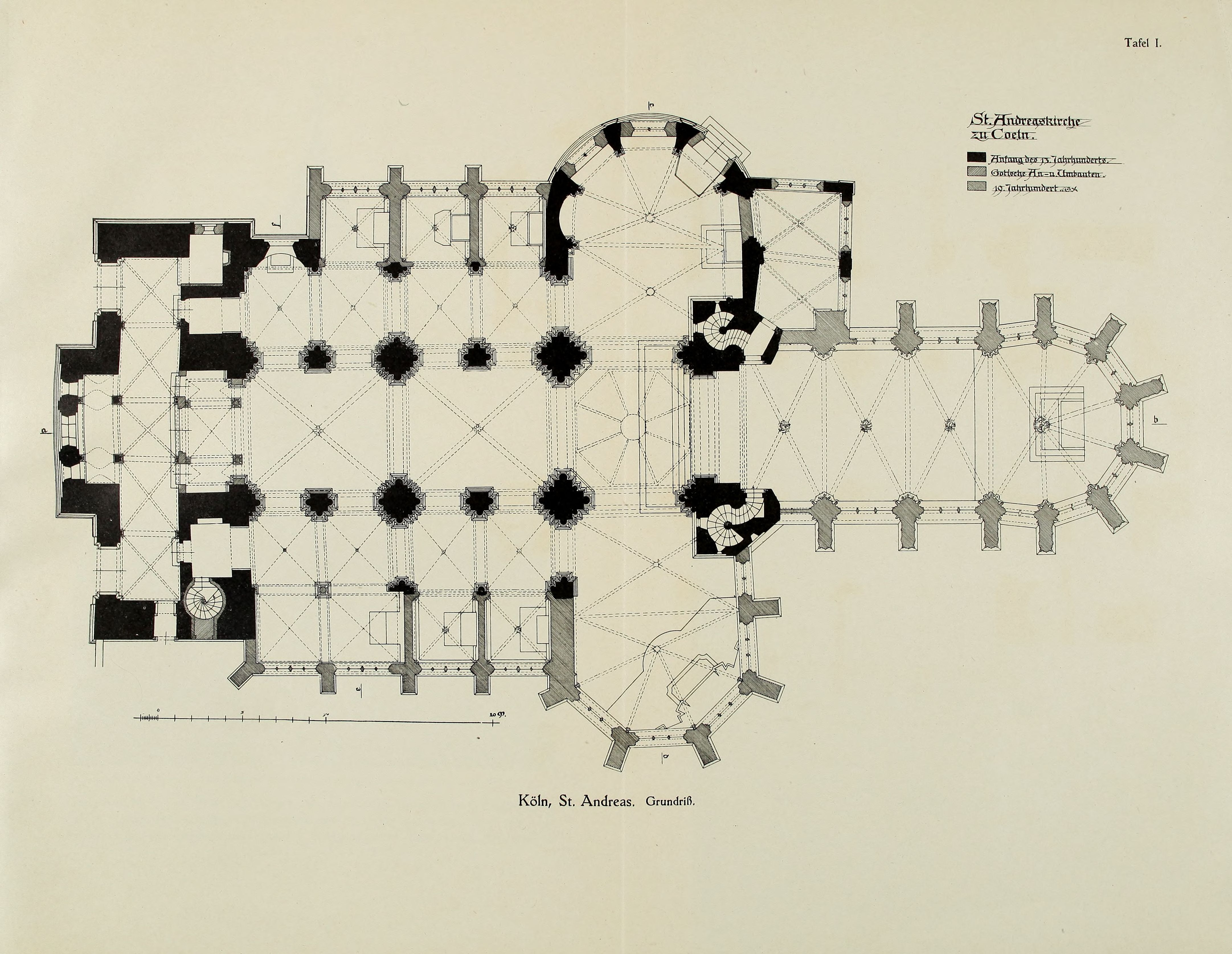
plan de l'église

L'architecture ottonienne est spécifique au Saint-Empire romain germanique et elle est en partie à l'origine de l'architecture romane européenne.
Otton Ier, roi de Saxe, est couronné empereur à Rome et son règne marque le début du Saint-Empire romain germanique, lequel se place dans l'héritage de Charlemagne. Otton Ier ressuscite un empire qu'il donne en héritage à son fils Otton II en 973. Celui-ci épouse la princesse byzantine Théophano, afin de s'allier à l'Empire d'Orient. À sa mort, son fils, Otton III, lui succède. Encore jeune, sa mère assure la régence, et réaffirme l'influence byzantine sur l'art ottonien. Influencé par Gerbert d'Aurillac, le roi rêve d'un empire universel dont la capitale serait Rome.
L'art ottonien parvient à son apogée autour de l'an mille avec la renaissance ottonienne en Saxe et en Rhénanie. Parallèlement, l’Église connait une forte organisation hiérarchique : les idées réformistes marquent l'épiscopat et les abbayes connaissent une expansion fulgurante. Les monuments se placent dans l'héritage de la dynastie carolingienne tout en se laissant imprégner des influences byzantines. Les ateliers monastiques sont à l'origine de l'art ottonien : sculptures, peintures, orfèvrerie, enluminures. Le culte des reliques s'élève, et les cryptes viennent se placer de plain-pied avec la nef. La composition des édifices est modifiée, tout comme le développement de la liturgie. Les grands pèlerinages s'organisent.
À partir du XIe siècle, le style roman rhénan se développe. Il se caractérise par l'existence d'un chœur à trois absides formant un trèfle, comme dans les églises St. Maria im Kapitol, St. Aposteln et Gross St. Martin à Cologne.

## Personnages historiques liés à la basilique
- Saint Brunon de Cologne, né vers 928, mort à Reims en 965, fils d'Henri Ier l'Oiseleur, frère d'Otton Ier, est archevêque de Cologne de 953 à 965, et duc de Lotharingie de 953 à 965 ; il est le fondateur de la collégiale Sankt Andreas.
- L'empereur Othon Ier du Saint-Empire, surnommé Otton le Grand, né en 912, mort en 973, fils d'Henri Ier l'Oiseleur, il règne de 936 à 973.
- L'empereur Othon II du Saint-Empire, né en 955, mort en 983 à Rome, fils d'Otton Ier du Saint-Empire, il règne de 973 à 983. Il renforce l’Empire et l’agrandit en Italie.
- Saint Albert le Grand (Albertus Magnus en latin et en allemand), né en Souabe entre 1193 et 1206, mort à Cologne en 1280 est un dominicain, philosophe, théologien, naturaliste, chimiste et alchimiste.

## Sources
- (de) Cet article est partiellement ou en totalité issu de l’article de Wikipédia en allemand intitulé « St. Andreas (Köln) » (voir la liste des auteurs).
- Kölns romanische Kirchen, Werner Schäfke, DuMont Buchverlag Köln 1984,  (ISBN 3-7701-1360-8)
- site de l'église Sankt Andreas à Cologne en français : description détaillée, galerie photos, etc.